# Фрэнсис, Абу
Абу Франсис (англ. Abu Francis; родился 27 апреля 2001 года, Аккра) — ганский футболист, полузащитник клуба «Тулуза» и сборной Ганы.

## Клубная карьера
Франсис — воспитанник футбольной академии «Райт ту Дрим». В 2019 году Абу подписал свой первый профессиональный контракт с дастким клубом «Норшелланн». 14 июля 2019 года в матче против «Хорсенс» он дебютировал в датской Суперлиге. 11 августа в поединке против «Силькеборга» Абу забил свой первый гол за «Норшелланн».